# MoneyGram
MoneyGram International, Inc. is een Amerikaans bedrijf voor grensoverschrijdende P2P betalingen en geld transfers met het hoofdkantoor in Dallas, in de Verenigde Staten.
Het heeft een operationeel centrum in St. Louis Park, Minnesota en regionale en lokale kantoren over de hele wereld. De activiteiten van MoneyGram zijn onderverdeeld in twee categorieën: Global Funds Transfers en Financial Paper Products. Het bedrijf levert zijn services aan particulieren en bedrijven via een netwerk van agentschappen en financiële instellingen.

## Geschiedenis
MoneyGram International is ontstaan uit de fusie van twee bedrijven, Travelers Express uit Minneapolis en Integrated Payment Systems Inc. gevestigd in Denver. MoneyGram werd eerst opgericht als dochteronderneming van Integrated Payment Systems en werd daarna een onafhankelijk bedrijf voordat het in 1998 werd overgenomen door Travelers. In 2004 werd Travelers Express het huidige MoneyGram International.

### Travelers Express (1940–1997)
Het in Minneapolis gevestigde Travelers Express Co. Inc. werd opgericht in 1940. In 1965 werd Travelers Express overgenomen door The Greyhound Corporation (nu bekend als Viad Corp) en werd de grootste aanbieder van postwissels in de Verenigde Staten voordat het bedrijf in 1993 een reorganisatieplan startte.

### MoneyGram Systems (1988–1997)
MoneyGram werd in 1988 opgericht als dochteronderneming van Integrated Payment Systems Inc. refgrrenland en therecord Integrated Payment Systems was een dochteronderneming van First Data Corporation, die zelf weer een dochteronderneming was van American Express. In 1992 werd First Data afgesplitst van American Express en beursgenoteerd op de New York Stock Exchange. First Data Corporation fuseerde later met First Financial, de eigenaars van rivaal Western Union.
Om de fusie goed te keuren, dwong de Federal Trade Commission First Data om Integrated Payment Systems te verkopen.
Thoms Cook Global Foreign Exchange, onder leiding van John Bavister, lanceerde in 1994 een vernieuwde geldtransferdienst. Onder de naam MoneyGram ging de reisgigant een partnerschap aan met First Data Corp.
In 1996 werd Integrated Payment Systems, het op één na grootste niet-bancaire geldovermakingsbedrijf voor consumenten in de Verenigde Staten, een eigen beursgenoteerde onderneming en kreeg de naam MoneyGram Payment Systems Inc. Eind jaren negentig had MoneyGram Payment Systems klanten bediend op meer dan 22.000 locaties in 100 landen.

### MoneyGram International (1998-heden)
In april 1998 kocht Viad Corp MoneyGram Payment Systems Inc. MoneyGram werd vervolgens opgesplitst in Viad's Travelers Express in Minneapolis. In november 2000 werden het merk MoneyGram en de activiteiten verkocht aan Travelex als onderdeel van de overname van Thomas Cook Financial Services voor 400 miljoen pond. In 2003 werd Travelers Express volledig eigenaar van het MoneyGram-netwerk, inclusief MoneyGram International. Later dat jaar splitste Viad Travelers Express af als onafhankelijk bedrijf. In januari 2004 werd Travelers Express omgedoopt tot MoneyGram International Inc en in juni werd het een beursgenoteerde, individuele entiteit.
In 2006 was MoneyGram internationaal uitgebreid met meer dan 96.000 agentschappen in regio's als Azië en de Stille Oceaan, Oost-Europa en Midden-Amerika. Het bedrijf had ook aanvullende diensten geïntroduceerd, zoals het betalen van rekeningen en online geldtransfers.
Tijdens de kredietcrisis daalden de aandelen van MoneyGram van 2007 tot 2009 met 96 procent. Het verloor meer dan $1. 6 miljard dollar door investeringen in risicovolle hypotheken in 2008, en de verliezen brachten het bedrijf ertoe een meerderheidsbelang te verkopen aan Thomas H. Lee Partners en Goldman Sachs in ruil voor een geldinjectie. Het bedrijf werd in 2009 weer winstgevend. In 2010 werd het nieuwe hoofdkantoor gevestigd in Dallas. In 2014 begon het bedrijf met herstructureren om kosten te drukken.In 2015 bereikte het agentennetwerk in Afrika een aantal van 25.000 vestigingen. Tussen eind oktober 2016 en januari 2017 verdubbelden de aandelen van MoneyGram in waarde.
Op 26 januari 2017 kondigde Ant Financial Services Group een deal aan om MoneyGram International over te nemen voor $880 miljoen; de deal stortte vervolgens in nadat deze was afgewezen door het Committee on Foreign Investment in the United States.
Op 17 juni 2019 kondigde MoneyGram aan samen te werken met Ripple om het digitale activum XRP te gebruiken voor grensoverschrijdend betalingsverkeer.
In juli 2020 hebben Digital Financial Services LLC en MoneyGram samengewerkt om overzeese overboekingsdiensten in de Verenigde Arabische Emiraten aan te bieden. Via dit partnerschap zullen eWallet-consumenten in realtime buitenlands geld kunnen overmaken naar vrienden en familie in meer dan 200 landen en gebieden over de hele wereld via een uitgebreid netwerk van aanbieders van mobiele wallets, stortingsfaciliteiten op bankrekeningen en meer dan 350.000 inlooplocaties.
In februari 2022 kwam MoneyGram overeen om voor $1 miljard in contanten te worden overgenomen door Madison Dearborn Partners, een private equity firma.
Op 20 oktober 2022 kondigde Haas F1 Team een titelsponsordeal aan met MoneyGram en zal vanaf 2023 racen als MoneyGram Haas F1 Team.